# حارة بير الهندي (صنعاء)
حارة بير الهندي هي إحدى حارات حي شعوب بمديرية شعوب إحد مديريات العاصمة اليمنية صنعاء، بلغ تعداد سكانها 1078 نسمة حسب تعداد اليمن لعام 2004.